# Zwei-Welten-Säule

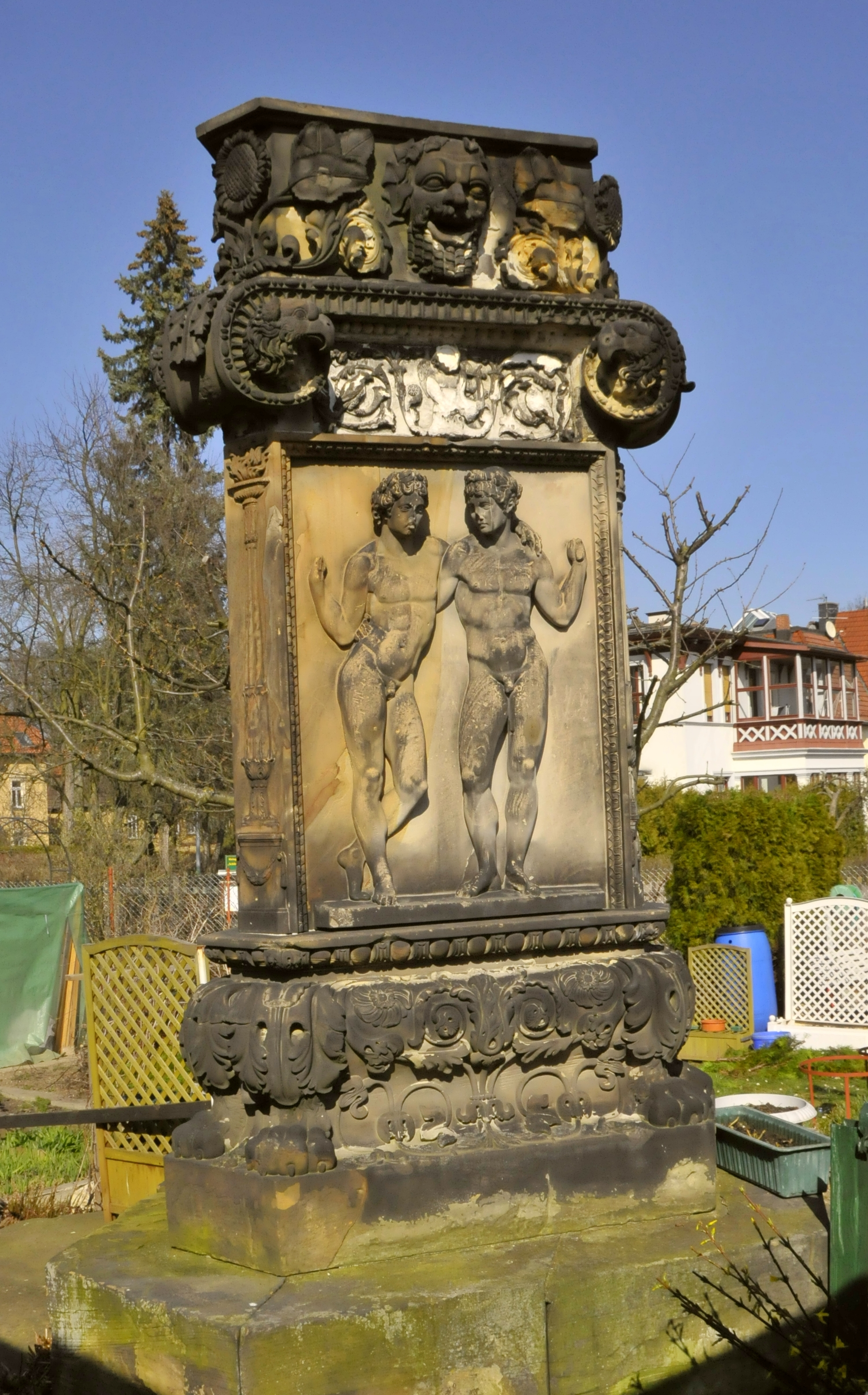
Südliche Seite

Die Zwei-Welten-Säule ist eine dreieckige Säule in Gotha (Thüringen).

## Geschichte
Das Denkmal wurde im Jahr 1824 durch Johann Balthasar Jacob Rathgeber im Auftrag von Herzog Friedrich IV. für den Lustgarten des Prinzenpalais geschaffen. In diesem ehemaligen Lustgarten – heute Kleingartenanlage – befindet sich das Bauwerk noch heute, auf der Grenze zweier Gartengrundstücke.
Das Denkmal war Teil des Denkmalensembles „Schöne Allee“.

## Beschreibung
Das Denkmal zeigt auf den drei Seiten Reliefs einer griechischen Sage, basierend auf Platons „Zwei Welten-Theorie“.
Auf der südlichen Seite sieht man zwei Knaben sich umarmend und in guten Zeiten. Auf der westlichen Seite wieder die beiden Knaben. Der eine hält den anderen vor etwas Drohendem zurück und zeigt warnend auf eine Feuerflamme. Auf der nordöstlichen Seite dann das bittere Ende: Der eine Knabe hält den anderen tot in seinen Armen. Vermutlich hat der Künstler die Säule absichtlich so aufgestellt, dass diese Seite nie von der Sonne beschienen wird.
Der Sockel trägt die Inschrift „I. RATHGEBER INVENIT ET FECIT“ (J. Rathgeber erfand [mich] und machte [mich]), darunter, nicht mehr vollständig, eine Jahreszahl.

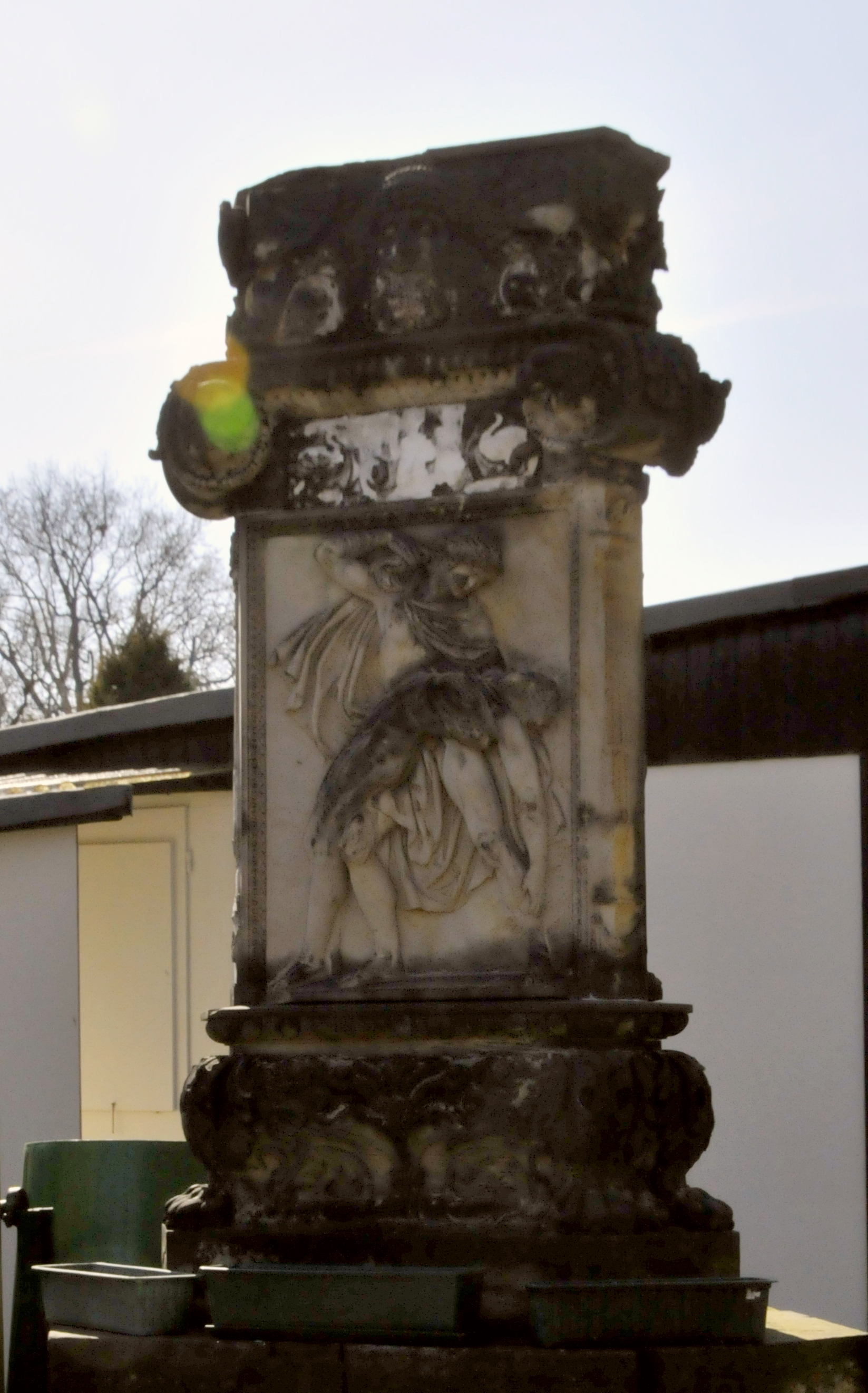
Nordöstliche, sonnenabgewandte Seite
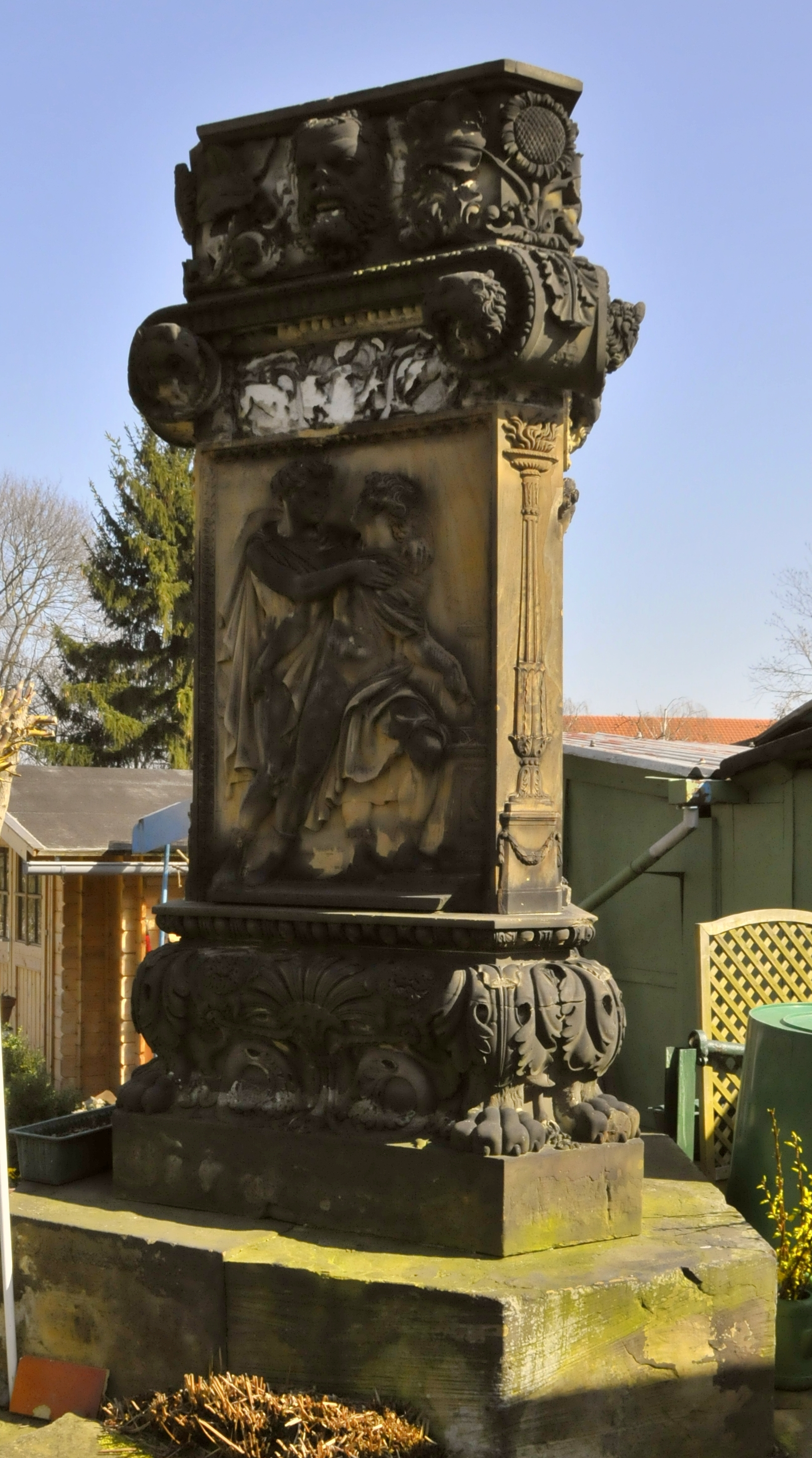
Westliche Seite